# Tala’ea El-Gaish SC
Tala’ea El Gaish SC (arabisch نادي طلائع الجيش الرياضي, DMG Nādī Ṭalāʾiʿ al-Ǧaiš ar-riyāḍī) ist ein ägyptischer Sportverein mit Sitz in Kairo. Der Verein ist vor allem für seine Profi-Fußballmannschaft bekannt, die derzeit in der ägyptischen Premier League, der höchsten Liga im ägyptischen Fußballligasystem, spielt.
Der Verein hat auch eine Basketballmannschaft, die in der ägyptischen Basketball-Superliga antritt.

## Geschichte
Der Verein wurde 1997 von der ägyptischen Armee gegründet. Der größte Erfolg war das Erreichen von Platz 4 in der Saison 2006/07 und in der Saison 2007/08 in der höchsten Spielklasse. 2013 erreichte der Verein das Halbfinale des ägyptischen Pokals.